# Calchín (Córdoba)
Calchín es una localidad argentina situada en la pedanía Calchín, en el departamento Río Segundo de la provincia de Córdoba.
Se encuentra situada sobre la ruta provincial N.º 13. a 110 km de la capital provincial, Córdoba. Cuenta con 1.165 viviendas.
La zona rural de la localidad es atravesada por el arroyo Álvarez.
Las principales actividades económicas son la agricultura y la ganadería, además de otros servicios como la bulonería, tornería y cerealeras. También hay producción de alfalfa, en los que se incluyen pellet de alfalfa (Pellfood), megafardos de alfalfa y prensados de megafardos (Alfacal).

## Población
Cuenta con 2918 habitantes (Indec, 2022), lo que representa un incremento del 16% frente a los 2447 habitantes (Indec, 2010) del censo anterior.
| Gráfica de evolución demográfica de Calchín entre 1991 y 2022 |
|                                                               |
| Fuente: Censos nacionales del INDEC                           |

## Toponimia
Calchín significa en la lengua nativa "Paraje Salado".

## Personalidades
- Julián Álvarez, futbolista del Atlético de Madrid y de la Selección Argentina.
- Germán "Tato" Martellotto, futbolista retirado del Club Atlético Belgrano.
- Héctor Bianciotti, actor, escritor y miembro de la Academia Francesa de Letras.

## Parroquias de la Iglesia católica
| Diócesis  | San Francisco         |
| --------- | --------------------- |
| Parroquia | Santa Teresa de Jesús |